# ORP Warszawa (1957)
ORP Warszawa (w służbie 1970–1986) – polski niszczyciel rakietowy projektu 56AE (kod NATO: Kotlin SAM), w PMW nr burtowy 275. Był drugim okrętem o tej nazwie w Polskiej Marynarce Wojennej.

## Historia
Okręt – ex radziecki „Sprawiedliwyj”, został kupiony w ZSRR 2 października 1969 roku. Podniesienie polskiej bandery, nadanie nowej nazwy i numeru burtowego - 275 nastąpiło w dniu 25 czerwca 1970 w Porcie Wojennym Gdynia. 28 maja 1971 roku miało miejsce pierwsze w Marynarce Wojennej ćwiczebne strzelanie rakietami przeciwlotniczymi, na radzieckim poligonie pod Bałtyjskiem. W czerwcu 1975 roku okręt wziął udział w ćwiczeniach o kryptonimie Posejdon-75. W dniach 4–26 maja 1983 roku okręt wziął udział w wielkich ćwiczeniach sił Marynarki Wojennej o kryptonimie Reda-83.
Ostatnie opuszczenie „biało-czerwonej” bandery miało miejsce 31 stycznia 1986. Okręt został następnie złomowany w Świnoujściu (Ognicy). Zachowano z okrętu tylko jedną wyrzutnię rakietowych bomb głębinowych RGB-2500.
Pod polską banderą przepłynął ponad 77 tys. mil morskich, odbył rejsy do portów ZSRR, Finlandii, Wielkiej Brytanii, Francji, Danii i Szwecji.  Wystrzelił ćwiczebnie między innymi 28 pocisków przeciwlotniczych W-601 (zakupiono ich ogółem 52) i 2662 pociski głównego kalibru.

## Informacje ogólne
- Projekt: CKB-53 w Leningradzie
- Budowa:  Stocznia Sudomech w Leningradzie
- położenie stępki: 1956
- wodowanie: 1957
- podniesienie bandery:
  - radzieckiej: 1958
  - polskiej: 1970
- przydział:
  - Marynarka Wojenna ZSRR: Flota Bałtycka
  - Polska Marynarka Wojenna: 7 dywizjon Niszczycieli, następnie 3 Flotylla Okrętów

## Wyposażenie wykrywania celów i kierowania uzbrojeniem
- stacja radiolokacyjna dozoru powietrznego MR-300 Angara (Head Net-A)
- stacja radiolokacyjna naprowadzania uzbrojenia rakietowego Jatagan (Peel Group)
- stacja radiolokacyjna kierowania ogniem artylerii dużego kalibru  Sun Visor
- dwie stacje radiolokacyjne kierowania ogniem artylerii małego kalibru Fut-B (Hawk Screech)
- podkadłubowa stacja hydrolokacyjna MGK-335 Platina (Bull Horn)
- system rozpoznawczy Nichrom-RR
- system walki radioelektronicznej MP-401
- system kierowania uzbrojeniem przeciw okrętom podwodnym Buria-61M

## Dowódca
- kpt. mar. Bogusław Gruchała (1970 – 1973)
- kmdr ppor. Edmund Chełchowski (1973 – 1975)
- kpt. mar. Jerzy Wójcik (1975 – 1986)